# Montevidejská konvence

Mapa signatářských zemí

Montevidejská konvence o právech a povinnostech států je úmluva podepsaná v Montevideu (Uruguay) 26. prosince 1933 během sedmé mezinárodní konference amerických států. Úmluva právně ukotvuje suverenitu státu jako součást mezinárodního práva. Dokument podepsali zástupci z 19 amerických států 6. prosince 1933 a v platnost vešel 26. prosince 1934. Přijata do registru smluv Společnosti národů byla 8. ledna 1936.2

## Obsah dokumentu
Úmluva stanoví základní práva a povinnosti států, jejím obsahem je 16 článků. Nejdůležitějšími se staly tyto body:
- Stanovuje 4 základní kritéria státu jako subjektu mezinárodního práva. (Článek 1) Jedná se o tato kritéria:

1. stálé obyvatelstvo
2. definované teritorium
3. vláda
4. kapacita vstoupit do diplomatických vztahů s jinými státy

- Federativní stát bude tvořit jedinou osobu z pohledu mezinárodního práva.
- Politická existence státu je nezávislá na uznání jinými státy. (Článek 3)
- Státy jsou si právně rovny, užívají stejných práv a mají stejnou povinnost je plnit.
- Práva států nesmí být ovlivněna jakýmkoliv způsobem.
- Uznání státu znamená, že uznaný stát akceptuje ostatní státy se všemi jejich právy a povinnostmi stanovenými mezinárodním právem. Uznání je bezpodmínečné a neodvolatelné.
- Žádný stát nemá právo zasahovat do vnitřních či vnějších záležitostí jiného.
- Jurisdikce států v rámci území daného státu se vztahuje na všechny obyvatele. I cizinci jsou pod stejnou ochranu zákonem a vnitrostátními orgány.
- Primárním zájmem států je zachování míru. Neshody jakékoliv povahy, které vzniknou mezi státy, by měly být řešeny pokojnými metodami.
- Území státu je nedotknutelné a nemůže být předmětem vojenské okupace ani jiných způsobů použití síly jiným státem přímo či nepřímo nebo z jakéhokoli motivu jakkoli, byť jen dočasně.
- Smlouva zůstává v platnosti na neurčito. (Dodnes je v platnosti.)

## Signatářské země
| Země,5                 | Podepsáno         | Ratifikováno       |
| Brazílie               | 26. prosince 1933 | 23. února 1937     |
| Chile                  | 26. prosince 1933 | 28. března 1935    |
| Kolumbie               | 26. prosince 1933 | 22. července 1936  |
| Kuba                   | 26. prosince 1933 | 28. dubna 1936     |
| Dominikánská Republika | 26. prosince 1933 | 26. prosince 1934  |
| Ekvádor                | 26. prosince 1933 | 3. října 1936      |
| El Salvador            | 26. prosince 1933 | 9. ledna 1937      |
| Guatemala              | 26. prosince 1933 | 12. června 1935    |
| Haiti                  | 26. prosince 1933 | 13. srpna 1941     |
| Honduras               | 26. prosince 1933 | 1. prosince 1937   |
| Mexiko                 | 26. prosince 1933 | 27. ledna 1936     |
| Nikaragua              | 26. prosince 1933 | 8. ledna 1937      |
| Panama                 | 26. prosince 1933 | 13. listopadu 1938 |
| Spojené státy americké | 26. prosince 1933 | 13. července 1934  |
| Venezuela              | 26. prosince 1933 | 13. února 1940     |

Další čtyři státy, které konvenci 26. prosince 1933 podepsaly, ale neratifikovaly ji, jsou: Argentina, Paraguay, Peru, Uruguay.5 Kostarika k smlouvě přistoupila 28. září 1937, ačkoli její podpis na originální smlouvě chybí.

## Problematika dokumentu
Nejzásadnější a zároveň nejdiskutovanější je první článek úmluvy, ve kterém jsou obsaženy čtyři body definující stát. První tři body z těchto čtyř jsou empirické, logické a odpovídají socio-politickému procesu založení státu. Tyto body jsou ovšem samy o sobě nedostačující, jelikož vypuštěním čtvrtého bodu by vznikl prázdný prostor bez právního zakotvení.
Některé z debat11 se například zaobírají buď konkrétním zněním čtvrtého bodu, či zdali má vůbec čtvrtý bod být schopnost vstoupit do diplomatických vztahů s ostatními státy a ne něco zásadně jiného.
Často se také hovoří o nedostatečnosti těchto čtyř původních bodů.13 Ian Brownlie například tvrdí, že tyto čtyři uvedená kritéria tvoří pouze jen základ k dalšímu zkoumání státnosti subjektu. Brownlie pak déle uvádí, že ne všechny čtyři deklarované body je nezbytné splnit v každém případě, a že naopak další kritéria musí být naplněna k tomu, aby bylo dosaženo funkční definice.13 Těmito dalšími kritérii jsou dle Brownlieho: „a) určitý stupeň stálosti daného útvaru, b) vůle dodržovat mezinárodní právo, c) suverenita, a d) fungování jako stát.“